# Swarmed - Lo sciame della paura
Swarmed - Lo sciame della paura (Swarmed) è un film per la televisione del 2005, diretto da Paul Ziller.

## Trama
Nel tentativo di sviluppare un potente pesticida, un tecnico di laboratorio crea una sostanza che rende invece le vespe più aggressive. Alcuni esemplari così modificati vengono liberati per caso da un uomo delle pulizie che perde la vita in un attacco degli insetti. I residenti di una piccola città si trovano in breve a doversi difendere da un ferocissimo sciame.